# César Arranz
César Mariano Arranz Martín (nacido el 19 de diciembre de 1969 en Talavera de la Reina, Toledo) es un exjugador de baloncesto español que jugó catorce temporadas en distintas competiciones nacionales, entre ellas la LEB o la ACB. Con 2.03 metros de estatura, lo hacía en la posición de Pívot. 

## Trayectoria
- Cantera Estudiantes.
- 1988-91 ACB. Estudiantes.
- 1991-95 ACB. Peñas Huesca.
- 1995-96 ACB. Club Baloncesto Salamanca.
- 1996-97 ACB. Caja San Fernando.
- 1998-99 ACB. CB Granada.
- 1999-00 LEB. CB Granada. Juega un partido.
- 1999-00 ACB. Estudiantes.
- 2000-01 ACB. Estudiantes.
- 2001-03 LEB. Universidad Complutense.

## Palmarés
- 1999-00 Copa del Rey. Adecco Estudiantes. Campeón.